# Camponotus dalmaticus
Camponotus dalmaticus é uma espécie de inseto do gênero Camponotus, pertencente à família Formicidae.